# Happy Gilmore 2
Happy Gilmore 2 är en amerikansk sport- och komedifilm som hade premiär på strömningstjänsten Netflix den 25 juli 2025. Filmen är regisserad av Kyle Newacheck efter ett manus skrivet av Tim Herlihy och Adam Sandler. Det är en uppföljare till Happy Gilmore från 1996.

## Handling
I filmen stiftas åter bekantskap med den före detta hockeyspelaren och sedermera framgångsrika golfspelaren Happy Gilmore.

## Rollista (i urval)
- Adam Sandler – Happy Gilmore
- Julie Bowen – Virginia Venit
- Dennis Dugan – Doug Thompson
- Christopher McDonald – Shooter McGavin
- Ben Stiller – Hal L.
- Bad Bunny – Happys caddy
- Margaret Qualley
- Benny Safdie
- Nick Swardson